# جيمس إل. كرينشاو
جيمس إل. كرينشاو (بالإنجليزية: James L. Crenshaw)‏ هو عالم عقيدة أمريكي، ولد في 19 ديسمبر 1934 في كارولاينا الجنوبية في الولايات المتحدة.